# Catherina Paulin
Pour les articles homonymes, voir Paulin.
Catherina Paulin est une joueuse de badminton seychelloise née le 3 février 1985.

## Palmarès

### Championnats d'Afrique
- Championnats d'Afrique de badminton 2009 à Nairobi
  -  Médaille d'argent en équipe mixte
  -  Médaille de bronze en simple dames
  -  Médaille de bronze en double dames avec Juliette Ah-Wan
- Championnats d'Afrique de badminton 2007 à Rose Hill
  -  Médaille d'or en équipe mixte
  -  Médaille de bronze en double dames avec Juliette Ah-Wan
- Championnats d'Afrique de badminton 2006 à Alger
  -  Médaille d'argent en double dames avec Juliette Ah-Wan
  -  Médaille de bronze en équipe mixte
- Championnats d'Afrique de badminton 2002 à Casablanca
  -  Médaille de bronze en double dames avec Juliette Ah-Wan

### Jeux africains
- Jeux africains de 2007 à Alger
  -  Médaille de bronze en simple dames
  -  Médaille de bronze en équipe mixte
- Jeux africains de 2003 à Abuja
  -  Médaille de bronze en équipe mixte